# 広島県立尾道特別支援学校しまなみ分校
広島県立尾道特別支援学校しまなみ分校（ひろしまけんりつ おのみちとくべつしえんがっこう しまなみぶんこう）は、広島県尾道市因島大浜町にある県立特別支援学校の分校である。

本校は、同県同市栗原町の広島県立尾道特別支援学校である。

## 沿革
- 1980年4月1日 - 広島県立三原養護学校瀬戸田分級2学級を、瀬戸田町立南小学校内に設置。[1] [2]
- 1980年4月11日 - 同分級の開設式と始業式を挙行。[1]
- 2007年4月1日 - 同分級を広島県立三原特別支援学校瀬戸田分級と改称。[1]
- 2007年12月1日 - 同分級が尾道市立大浜小学校跡地に移転。それに伴い、同分級を広島県立三原特別支援学校しまなみ分級と改称。[1][2]
- 2007年12月20日 - 同分級の移転記念式を挙行。[1]
- 2009年4月1日 - 学校再編成により、同分級が広島県立尾道特別支援学校に移管。それに伴い、広島県立尾道特別支援学校しまなみ分校と改称。[1][2]